# Mario Mencatelli
Mario Mencatelli (Montepulciano, 19 ottobre 1924 – Monticchiello, 6 aprile 1944) è stato un partigiano italiano, medaglia d'oro al valor militare alla memoria.

## Biografia
Faceva parte di un banda partigiana che operava intorno a Pienza e che fu attaccata da una colonna fascista proveniente da Siena. Mencatelli fu tra i primi nello scontro, che si concluse con la rotta dei fascisti, ma fu mortalmente colpito da una granata. Da quel giorno, la formazione prese il nome del giovane partigiano, caduto accanto alla sua arma. A Roma, nel quartiere di Spinaceto, una via porta il nome di Mencatelli.